# One Step Closer (groupe)
Pour les articles homonymes, voir One Step Closer.
One Step Closer est un groupe américain de hardcore mélodique straight edge, originaire de Wilkes-Barre, en Pennsylvanie. 

## Histoire
Le groupe est actuellement signé chez Run for Cover Records. Le groupe fait partie des « groupes à surveiller » de Stereogum. Le premier album du groupe, This Place You know, sort en 2021 et reçoit des critiques positives. BrooklynVegan les qualifie de « l'un des nouveaux groupes les plus excitants du hardcore ».

## Style musical et influences
Les critiques classent le groupe dans la catégorie du hardcore mélodique,. Rob Mair, auteur de Upset Magazine, décrit leur style musical comme un mélange de « l'emo classique de Washington DC mêlé à la passion d'un groupe de jeunes et l'approche du hardcore mélodique de la fin des années '90 pour créer un son inspiré par le passé du hardcore mais qui n'est pas lié à une seule scène ». Le groupe utilise souvent des éléments de rock indépendant, de post-hardcore et de shoegazing.
Ils citent comme influences Turning Point, Inside Out, Title Fight, Blink-182, Green Day, Have Heart, Bane et Mineral.

## Discographie

### Albums studio
- 2021 : This Place You Know (Run for Cover)

### EP
- 2016 : O.S.C. Demo (Silverwood Records)
- 2017 : One Step Closer (2017, auto-publié)
- 2017 : Promo (auto-publié)
- 2019 : From Me to You (Triple-B Records)
- 2020 : Promo 2020 (Triple-B Records)
- 2023 : Songs for the Willow (Run for Cover Records)